# Agrippa d'Aubigné
Théodore-Agrippa d'Aubigné (8 de febrer de 1552 – 9 d'abril de 1630) va ser un poeta i soldat francès. El seu poema èpic Les Tragiques (1616) es considera com la seva obra mestra.

## Biografia
Nascut a Aubigné château de Saint-Maury prop de Pons actualment Charente-Maritime, era fill de Jean d'Aubigné, implicat en la cosnpiració huguenot d'Amboise per tal de raptar el rei (1560). Aubigné estudià a París, Orleans, Ginebra i Lió abans d'unir-se a la causa hugonot per a Enric IV de Navarra com a soldat i conseller. Quan Marie de Medici va passar a ser regent per l'assassinat d'Enric IV i el protestant Aubigné va ser proscrit i s'exilià a Ginebra per la resta de la seva vida.
La seva filla Louise Arthemise d'Aubigné, Madame de Villette, es casà amb Benjamin Valois de Vilette a Maillezais.
El seu fill Constant d'Aubigné va portar una vida d'aventurer escandalosa. La segona dona de Constant, Jeanne de Cardilhac, va ser la mare de Mme. de Maintenon (qui es va casar amb el rei de França, Louis XIV) i Chevalier D'Aubigné. La família finalment es va exiliar a Amèrica del Nord per la persecució dels hugonots i on va canviar el seu cognom pel de Dabney.

## Obres literàries i d'història
- Histoire universelle (1616–1618)
- Les Tragiques (1616)
- Avantures du Baron de Faeneste
- Confession catholique du sieur de Sancy
- Sa vie à ses enfants